# Alain Masudi
Alain Masudi (Kinshasa, Zaire, 12 de febrero de 1978) es un exfutbolista y entrenador de fútbol de la República Democrática del Congo que jugaba en las posiciones de centrocampista y delantero centro. Actualmente es el entrenador del Sporting Tel Aviv de Israel.

## Carrera

### Club
| Periodo   | Club                    | Apariciones | Goles |
| --------- | ----------------------- | ----------- | ----- |
| 1997      | SC Bastia               | 1           | 0     |
| 1997–1999 | Nîmes Olympique         | 39          | 3     |
| 1999–2000 | AS Saint-Étienne        | 8           | 1     |
| 2000–2001 | FC Lausanne-Sport       | 14          | 1     |
| 2001-2003 | SK Sturm Graz           | 48          | 10    |
| 2003-2004 | Al-Ittihad Tripoli      | 24          | 8     |
| 2004–2005 | Bnei Sakhnin FC         | 26          | 5     |
| 2005-2006 | Maccabi Netanya         | 30          | 9     |
| 2006–2007 | Maccabi Haifa FC        | 24          | 5     |
| 2007      | FC Ashdod               | 14          | 1     |
| 2008      | Maccabi Tel Aviv FC     | 14          | 6     |
| 2008–2009 | Maccabi Herzliya FC     | 30          | 8     |
| 2009      | Dalian Shide            | 11          | 1     |
| 2010–2011 | Maccabi Herzliya FC     | 31          | 13    |
| 2011-2012 | Ironi Ramat HaSharon    | 32          | 4     |
| 2012-2015 | Maccabi Ahi Nazareth FC | 103         | 28    |

### Selección nacional
Jugó para República Democrática del Congo en 12 ocasiones de 1998 a 2006 y anotó dos goles, uno de ellos en la derrota por 1-2 ante Guinea en Ciudad de Túnez por la copa Africana de Naciones 2004, el cual fue el único gol de República Democrática del Congo en el torneo.